# Нойенхаус
Нойенхаус (нем. Neuenhaus) — город в Германии, в земле Нижняя Саксония.
Входит в состав района Графство Бентхайм. Подчиняется управлению Нойенхаус. Население составляет 9728 человек (на 31 декабря 2010 года). Занимает площадь 31,31 км². Официальный код — 03 4 56 014.
| Год  | Население |
| ---- | --------- |
| 1990 | 8161      |
| 1995 | 8681      |
| 2000 | 9202      |
| 2005 | 9701      |
| 2010 | 9740      |